# IC 2600
IC 2600 је спирална галаксија у сазвјежђу Велики медвјед која се налази на листи објеката дубоког неба у Индекс каталогу.
Деклинација објекта је + 72° 19' 14" а ректасцензија 10h 46m 38,7s. Привидна величина (магнитуда) објекта IC 2600 износи 15,1 а фотографска магнитуда 15,9. IC 2600 је још познат и под ознакама MCG 12-10-75, CGCG 333-52, PGC 32151.